# Morrisville (Caroline du Nord)
Pour les articles homonymes, voir Morrisville.
Morrisville est une ville américaine située dans les comtés de Wake et de Durham, dans l’État de Caroline du Nord. En 2010, sa population était de 18 576 habitants.

## Démographie
| 1880 | 1890 | 1900 | 1910 | 1920 | 1930 |
| ---- | ---- | ---- | ---- | ---- | ---- |
| 165  | 149  | 100  | 151  | 166  | 161  |

| 1950 | 1960 | 1970 | 1980 | 1990  | 2000  |
| ---- | ---- | ---- | ---- | ----- | ----- |
| 221  | 222  | 209  | 251  | 1 022 | 5 208 |

| 2010   | - | - | - | - | - |
| ------ | - | - | - | - | - |
| 18 576 | - | - | - | - | - |

## Traduction
- (en) Cet article est partiellement ou en totalité issu de l’article de Wikipédia en anglais intitulé « Morrisville, North Carolina » (voir la liste des auteurs).